# Estación de Valdelamusa
Valdelamusa es una estación ferroviaria situada en la localidad española de Valdelamusa, en el término municipal de Cortegana, provincia de Huelva (Andalucía). La estación cuenta con servicios limitados de Media Distancia operados por Renfe. Inaugurada durante el último tercio del siglo XIX, en el pasado las instalaciones de Valdelamusa tuvieron una cierta importancia por constituir un núcleo ferroviario y logístico sobre el que convergían diversos trazados mineros. Debido a ello, durante muchos años fue una de las principales estaciones de la línea Zafra-Huelva.
La estación, que forma parte de la red de Adif, también cumple funciones logísticas.

## Situación ferroviaria
Las instalaciones se encuentran ubicadas en el punto kilométrico 112,2 de la línea férrea de ancho ibérico que une Zafra con Huelva, a 339 metros de altitud sobre el nivel del mar. Está situada entre los apeaderos de Almonaster-Cortegana y de El Tamujoso. El tramo es de vía única y está sin electrificar. 

## Historia
La estación fue abierta al tráfico el 23 de julio de 1886, con la apertura del tramo Huelva-Valdelamusa de la línea férrea que pretendía unir Zafra con Huelva. Las obras corrieron a cargo de la Compañía del Ferrocarril de Zafra a Huelva, que también se hizo cargo de la explotación. Desde muy pronto la estación de Valdelamusa se convirtió en el principal núcleo ferroviario de la zona, ya que constituía el lugar en el que confluían varios ramales que procedían de varias explotaciones mineras. Así, a Valdelamusa llegaba un ramal ferroviario procedente de las minas de San Telmo, El Carpio y Lomero-Poyatos, así como otro procedente de la mina de Cueva de la Mora. Las cercanas minas de Aguas Teñidas también llegaron a estar conectadas con la estación. 
En 1941, con la nacionalización de los ferrocarriles de ancho ibérico, las instalaciones pasaron a ser gestionadas por RENFE. Para la década de 1970 la mayoría de los ramales habían sido clausurados, si bien en Valdelamusa se continuó embarcando mineral hasta febrero de 1991. Este hecho marcó el declive de las instalaciones, que perdieron el que había sido su principal tráfico durante más de un siglo. 
Desde el 1 de enero de 2005, tras la división de RENFE en dos entidades, Renfe Operadora explota la línea mientras que Adif es la titular de las instalaciones ferroviarias.

## La estación
Se encuentra al sur del municipio. Ha tenido hasta tres edificios de viajeros, todos ellos de aspecto funcional y planta baja. El edificio actual es de reciente construcción (siglo XXI) y en una de sus fachadas cuenta con un soportal formado por seis arcos de medio punto. Dispone de dos andenes, uno lateral y otro central al que acceden tres vías numeradas como vías 1 (andén lateral), 3 y 5 (andén central), siendo esta última de enclavamiento manual.

## Servicios ferroviarios

### Media Distancia
En esta estación efectúan parada los servicios de Media Distancia de la línea 73 de Media Distancia de Renfe y que tienen como principales destinos las ciudades de Huelva y  Jabugo. Otro MD continúa a Zafra en fines de semana y allí se puede hacer trasbordo y alcanzar destinos como Mérida, Cáceres, Plasencia, Talavera de la Reina y Madrid. 
| Línea MD | Trenes | Origen/Destino |  | Destino/Origen      |
| -------- | ------ | -------------- |  | ------------------- |
| 73       | MD     | Huelva         |  | Jabugo-Galaroza     |
| 73       | MD     | Huelva         |  | Zafra Madrid-Atocha |